# Ellen Hoog

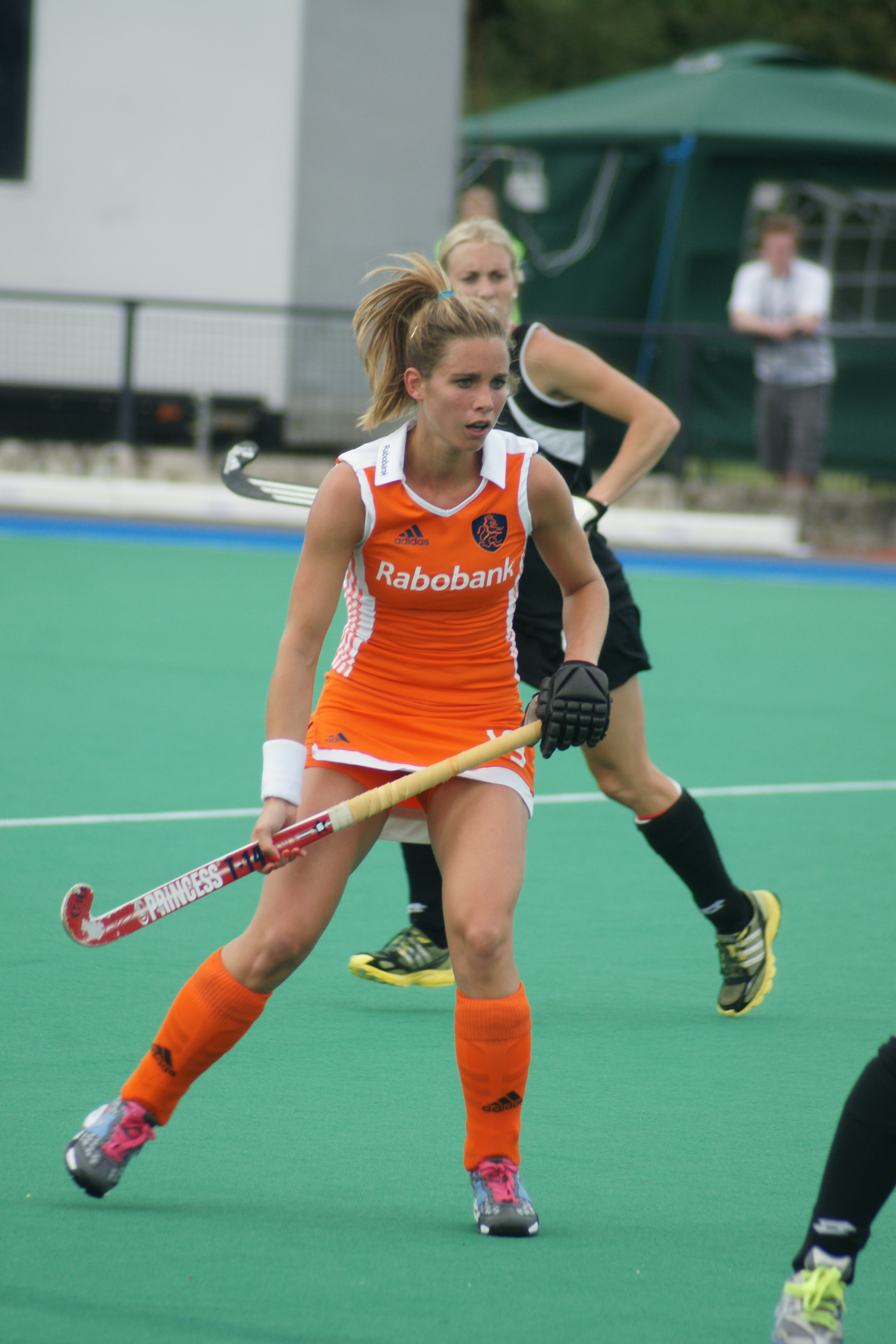
Hoog in 2009

Ellen Marijn Hoog (Bloemendaal, 26 maart 1986) is een Nederlandse voormalig hockeyster en hockeyinternational. Ze was van 2004 tot en met 2016 aanvalster in het Nederlands elftal. Hoog werd in januari 2015 uitgeroepen tot World Hockey Player of the Year van 2014.

## Jeugdperiode
Hoogs hockeycarrière begon op zevenjarige leeftijd bij SCHC. Na het doorlopen van de mini's en jeugdteams in Bilthoven werd ze op haar zestiende jaar geselecteerd voor dames I van SCHC. Op haar dertiende werd ze geselecteerd voor het Nederlands B, waar ze twee jaar voor speelde. Vervolgens werd ze vervroegd naar Nederlands A doorgeschoven. Op 15 juli 2003 werd Hoog geselecteerd door Robbert Paul Aalbregt voor Jong Oranje. Het toen zeventienjarige talent mocht nog één jaar in Meisjes A, maar was op grond van haar goede seizoen en EK vervroegd doorgeschoven. Eerder dat jaar (13 mei 2003) werd Hoog door Marc Lammers uitgenodigd voor een trainingsstage van Oranje/Jong Oranje op Kampong in de maand juni.

## Nederlands elftal
In februari 2004 maakte ze haar debuut tegen Zuid-Korea in het Nederlands dameselftal in het vierlandentoernooi in Córdoba, Argentinië. Hoog scoorde in de finale (15 februari) in de 63e minuut de 2-0 tegen het gastland Argentinië en Oranje won met Hoog het toernooi. Vlak voor de Olympische Zomerspelen 2004 viel Hoog af voor het Nederlands dameselftal. Ze ging met Jong Oranje mee naar het EK in Dublin, waar Oranje eerste werd. In november werd Hoog weer geselecteerd voor Oranje. Oranje won met Hoog in Rosario, Argentinië de BDO Champions Trophy 2004. In de finale werd Duitsland met 2-0 verslagen door goals van Naomi van As en Kim Lammers. Op 20 november 2004 was Hoog samen met Maartje Scheepstra te gast in het VARA radioprogramma "Spijkers met Koppen" met Jan Jaap van der Wal en Felix Meurders.
Op 20 augustus werd zij met het Nederlands team Europees kampioene in Dublin. "Aangename verrassing op het universiteitscomplex van Dublin was de pas 19-jarige Ellen Hoog", noteerde NRC Handelsblad na afloop van het toernooi. "De dartele aanvalster van SCHC toonde moed en flair, maakte zaterdag het openingsdoelpunt en stond met haar onbevangen spel symbool voor de rest van de gerenoveerde selectie".
Begin december werd Hoog genomineerd voor "Talent van het jaar 2005", de mondiale prijs voor beste hockeyster onder de 23 jaar. Op 4 december won Oranje (met o.a. Hoog) de Champions Trophy in Canberra, door in de finale Australië te verslaan na strafballen (5-4).
Na het overlijden van haar vader eind augustus 2005 kostte het haar even moeite om weer aan het hockeyen te gaan. Het seizoen was dan ook net voorbij en hockeyen kwam even op een zijspoor. Toen het nieuwe seizoen echter weer begon, kreeg ze de motivatie weer terug. 
Hoog werd in 2005 ambassadrice van de Hockeyagenda. In 2006 werd zij ambassadrice van Holland Fit en BDO. Hoog zet zich in voor Stichting KiKa (Kinderen Kankervrij). Ze wordt gesponsord door Le Coq Sportif, waarvoor ze onder andere de Underwear campagne deed.
In 2007 ging Hoog van SCHC naar AH&BC. Na een zilveren medaille op het Europees Kampioenschap hockey te Manchester (GBr), behaalde Hoog op 22 augustus 2008 de gouden medaille van de Olympische Zomerspelen van Peking (Chn). In dit toernooi kwam zij tweemaal tot scoren. Ook op de daaropvolgende Olympische Spelen, die van 2012, behaalde Hoog opnieuw goud met haar team.
Tijdens de Olympische Zomerspelen van 2016 reikte Hoog met het Nederlands hockeyteam tot de finale. Groot-Brittannië was hierin de tegenstander. Nadat de wedstrijd op 3-3 was blijven steken in de reguliere speeltijd bleek Groot-Brittannië een maatje te groot in de shoot-out-serie (0-2). Ellen Hoog was een van de vier speelsters die niet scoorden in de shoot-out.
Hoog maakte op 23 september 2016 bekend dat ze stopte als international. Ze kwam 232 keer uit voor oranje en scoorde 60 keer. In mei 2017 stopte Hoog ook met hockey bij haar club AH&BC.

## Privé
Naast haar carrière als hockeyster studeerde Hoog Media en Informatie Management aan de Hogeschool van Amsterdam. Eerder stond ze ingeschreven aan de Johan Cruyff University in Amsterdam, waar ze de studie Commerciële Sporteconomie volgde. Beide opleidingen maakte ze niet af.
In 2013 stond ze in bikini in de 'Swimsuit Edition 2013' van het Amerikaanse sportblad Sports Illustrated. In augustus 2015 verscheen haar boek In perfecte conditie.
In februari 2019 beviel Hoog van een dochter.
Hoog maakt sinds de zomer van 2024 een wekelijkse podcast voor Sportnieuws.nl. Daarin bespreekt ze samen met vriendin en oud-ploeggenote Naomi van As het belangrijkste sportnieuws.

## Erelijst
Nederland
- Olympische Zomerspelen: 2008, 2012
- FIH WK: 2006, 2014
- EHF EK: 2005, 2009, 2011
- FIH Hockey Champions Trophy: 2004, 2005
- FIH Hockey World League: 2012/13

 AH&BC
- Hoofdklasse hockey: 2008/09, 2012/13

Persoonlijk
- Best Player of the Tournament: FIH WK 2014
- FIH World Player of the Year: 2014